# Championnat de France de basket-ball 1952-1953
Navigation
Saison précédente Saison suivante
La saison 1952-1953 du championnat de France de Basket-Ball de Nationale est la 31e édition du championnat de France masculin de basket-ball.

## Présentation
20 équipes sont regroupées en deux poules.
La saison régulière se déroule du 27 septembre 1952 au 29 mars 1953, chaque équipe rencontre les autres équipes de sa poule en match aller-retour.
Les premiers des deux poules sont qualifiés pour la finale
Le meilleur marqueur du championnat est Jacques Dessemme (EV Bellegarde) avec un total de 436 points (Moyenne de 24,2)

## Équipes participantes
Poule A
- Enfants de la Valserine de Bellegarde
- Jeunesse Sportive de Caraman
- Stade Clermontois
- Rhônel Sporting Club de Marly
- Football Club de Mulhouse
- Paris Université Club
- Racing Club de France
- Racing Club Municipal de Toulouse
- ASPO Tours
- Association Sportive de Villeurbanne Eveil Lyonnais

Poule B
- Club Sportif Municipal d'Auboué
- Association Sportive de Cabourg
- Championnet Sports
- Avant-Garde Laïque de Fougères
- Rupella la Rochelle
- Union Sportive Saint Thomas d'Aquin Le Havre
- C.E.P. Lorient
- Football Club de Lyon
- Olympique de Marseille
- Association Sportive Montferrandaise

## Classement final de la saison régulière
La victoire rapporte 3 points, le match nul 2 points, la défaite 1 point. En cas d'égalité, les clubs sont départagés au point-average particulier 